# Suldalsvatnet
Suldalsvatnet er en sø i Suldal kommune i Rogaland fylke i Norge. Søen strækker sig fra Roalkvam i nordøst, til Suldalsosen i sydvest. Suldalsvannet har i alle år vært en central færdselsåre i Suldal. I tidlige tider var det robådene som prægede færdslen, men i 1885 blev "Suldalsdampen" sat ind i passagertrafik. I 1930'erne kom færgen Suldalsporten, som sejlede på strækningen Nesflaten–Solheimsvik. I forbindelse med opførelsen af Ulla-Førre kraftværkerne i 1970-80'erne blev der etableret bilvej langs vandet, og rutetrafikken blev indstillet.
Suldalsvatnet er også kendt som et godt fiskevand, og hvert år arrangeres Storaure-festivalen i Nesflaten.
Suldalsvatnet er en af Norges dybeste søer.